# Comité Olímpico Nacional de Zambia
El Comité Olímpico Nacional de Zambia (código COI: ZAM) es el Comité Olímpico Nacional que representa a Zambia. Fue creado en 1951 y reconocido por el COI en 1963.
Zambia hizo su debut en los Juegos Olímpicos de Verano de 1968 en la Ciudad de México. Anteriormente, había competido como Rodesia del Norte en 1964 y bajo la bandera de Rodesia en 1960.
Desde 2010, el Comité, junto con el Comité Olímpico Internacional (COI) y el Gobierno de Zambia, han creado un Centro de Desarrollo Juvenil Olímpico (OYDC) en Lusaka, Zambia. El centro fue inaugurado como un proyecto piloto por el COI y está abierto a todos los jóvenes del país.

## Presidentes del Comité
- Actualmente – Sra. Miriam C. Moyo